# Gymnastique aux Jeux olympiques de 1904
Navigation
Paris 1900 Londres 1908
Résultats des épreuves de gymnastique aux Jeux olympiques d'été de 1904 à Saint-Louis aux États-Unis.

## Résultats
| Épreuve                                                | Or | Perf.  | Argent | Perf.  | Bronze | Perf.  |
| Par équipes gymnastique et athlétisme                  | Philadelphia Turngemeinde John Grieb Anton Heida Max Hess Philip Kassel Julius Lenhart Ernst Reckeweg Équipe mixte | 370,13 | New York Turnverein Emil Beyer John Bissinger Arthur Rosenkampff Julian Schmitz Otto Steffen Max Wolf États-Unis | 356,37 | Central Turnverein (Chicago) John Duha Charles Krause George Mayer Robert Maysack Philip Schuster Edward Siegler États-Unis | 349,69 |
| Barres parallèles                                      | George Eyser, États-Unis                                                                                           | 44     | Anton Heida, États-Unis                                                                                          | 43     | John Duha, États-Unis | 40     |
| Saut de cheval                                         | Anton Heida, États-Unis George Eyser, États-Unis                                                                   | 36     | |        | William Merz, États-Unis | 31     |
| Cheval d'arçons                                        | Anton Heida, États-Unis                                                                                            | 42     | George Eyser, États-Unis                                                                                         | 33     | William Merz, États-Unis | 29     |
| Barre fixe                                             | Anton Heida, États-Unis Edward Hennig, États-Unis                                                                  | 40     | |        | George Eyser, États-Unis | 39     |
| Anneaux                                                | Herman Glass, États-Unis                                                                                           | 45     | William Merz, États-Unis                                                                                         | 35     | Emil Voigt, États-Unis | 32     |
| Corde lisse                                            | George Eyser, États-Unis                                                                                           | 7.0    | Charles Krause, États-Unis                                                                                       | 7.8    | Emil Voigt, États-Unis | 9.8    |
| Exercices aux massues                                  | Edward Hennig, États-Unis                                                                                          | 13.0   | Emil Voigt, États-Unis                                                                                           | 9.0    | Ralph Wilson, États-Unis | 5.0    |
| Concours complet 4 épreuves                            | Anton Heida, États-Unis                                                                                            | 161    | George Eyser, États-Unis                                                                                         | 152    | William Merz, États-Unis | 135    |
| Combiné 3 épreuves                                     | Adolf Spinnler, Suisse                                                                                             | 43.49  | Julius Lenhart, Autriche                                                                                         | 43.00  | Wilhelm Weber, Allemagne | 41.60  |
| Concours multiple individuel gymnastique et athlétisme | Julius Lenhart, Autriche                                                                                           | 69.80  | Wilhelm Weber, Allemagne                                                                                         | 69.10  | Adolf Spinnler, Suisse | 67.99  |

## Tableau des médailles
| Rang | Nation       | Or | Argent | Bronze | Total |
| ---- | ------------ | -- | ------ | ------ | ----- |
| 1    | États-Unis   | 10 | 7      | 9      | 26    |
| 2    | Autriche     | 1  | 1      | 0      | 2     |
| 3    | Suisse       | 1  | 0      | 1      | 2     |
| 4    | Équipe mixte | 1  | 0      | 0      | 1     |
| 5    | Allemagne    | 0  | 1      | 1      | 2     |